# Tierra y Libertad (Perú)
El Movimiento Tierra y Libertad (TyL) fue un partido político de centroizquierda, inspirada en el ecosocialismo y en la teología de la liberación. Fue fundada el 25 de abril de 2009 por el ex-sacerdote Marco Arana Zegarra.

## Historia
Fundado en 2010 a iniciativa de movimientos ronderos de Cajamarca y La Libertad,  que encomendaron al teólogo de la liberación, sociólogo, catedrático y exsacerdote peruano Marco Arana Zegarra ampliar la convocatoria a otros movimientos sociales y a profesionales afines a las preocupaciones de justicia ambiental y social. Son militantes personalidades como el exalcalde de la provincia cusqueña de Anta, ex-congresista de la república y ex-ministro del ambiente Wilbert Rozas Beltrán, el dirigente campesino rondero Milton Sánchez, la activista ecologista, ganadora del Premio Goldman y ex-congresista de la república María Elena Foronda, y otros más. Su actual coordinador nacional es el licenciado Jorge Aparcana, conocido activista por los derechos humanos en la región Ica.

## Presencia política
En el periodo parlamentario 2016 - 2021, contó con diez congresistas como representantes en el Congreso de la República del Perú. Tierra y Libertad se caracterizó no solo por ser el único partido ecologista del Perú, y por enarbolar con profundidad la bandera anti extractivista, sino que además porque en un país tan centralista como el Perú, es no solo descentralista sino descentralizado en su funcionamiento y estructura, y su conducción en general es, mayoritariamente, de dirigentes que no son capitalinos sino provincianos. Su actual coordinador es Jorge Alfonso Aparcana Alfaro. Tierra y Libertad formó parte del Frente Amplio.

## Resultados electorales

### Elecciones presidenciales
|  | 18.74 % |

|  | 0,32 % |

### Elecciones parlamentarias
|  | 0.84 % |

|  | 13.94 % |

|  | 6.16 % |

|  | 1.05 % |

### Elecciones al Parlamento Andino
|  | 0.64 % |

|  | 15.46 % |

|  | 1.21 % |

## Actualidad
En la actualidad el partido perdió su inscripción tras no superar las valla electoral durante las elecciones generales de 2021; posteriormente a eso se fusionó con el partido Movimiento Sembrar de Veronika Mendoza para fundar el Nuevo Perú.